# Дудка Микола Миколайович (1980–2022)

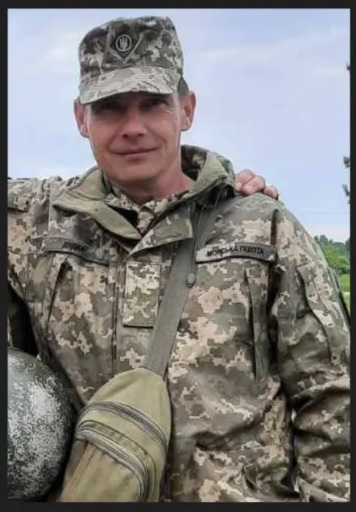
Дудка Микола Миколайович

Дудка Микола Миколайович (3 грудня 1980, Арциз — 18 березня 2022, Миколаїв) — український військовослужбовець, учасник російсько-української війни. Почесний громадянин Арцизької міської територіальної громади.

## Життєпис
Народився 3 грудня 1980 року в місті Арциз. Один із засновників військово-патріотичного клубу «Десант». З грудня 2020 року служив у 36 ОБрМП в Донецькій, а потім в Миколаївській області.
Служив у 137 ОБМП[джерело?] у складі 35 ОБрМП. Був старшим водієм гранатометника автомобільного підрозділу підвезення боєприпасів, брав участь в обороні Миколаєва.
Загинув 18 березня 2022 року, коли росіяни завдали ракетного удару по казармах у Миколаєві. Обстріл стався через зраду керівника Миколаївської окружної прокуратури Геннадія Германа, який передав дані про розташування військовослужбовців росіянам.
Улітку 2023 року в Арцизі відбувся турнір з мініфутболу пам’яті Миколи Дудки.
Рішенням Арцизької міської ради Миколі Дудці надано звання «Почесний громадянин Арцизької міської територіальної громади» (посмертно) як воїну Арцизької громади, який, виявивши особисту мужність та героїзм, загинув під час виконання службового і громадянського обов'язку на благо України.
Розпорядженням голови Одеської обласної державної адміністрації, начальника обласної військової адміністрації іменем Миколи Дудки названо вулицю в м. Арциз.